# アジアリーグアイスホッケー2022-2023
アジアリーグアイスホッケー2022-2023は、2022年9月3日から2023年3月まで実施されたアイスホッケーのリーグ戦である。3シーズンぶりに韓国のHLアニャンが参加し、2016-17シーズンぶりの1チーム40試合以上の開催となった。

## 開催要項
- リーグ戦 2022年9月3日-3月--日
- プレーオフ 2023年3月--日-3月--日
- リーグ戦試合方式
  - 6チーム8回戦総当たり(1チーム40試合)、1シーズン制の全120試合。ホーム・アンド・アウェー方式に準じて行う。
  - 正規の3ピリオド60分間で決着がつかなかった場合、サドンデス方式によるオーバータイムをフィールドプレーヤー3人ずつにより5分間を限度として行い、それでも決着がつかず引き分けとなった場合は、ペナルティーショット合戦で勝敗を決める。
  - 順位は勝率を参考として決定し、勝率が同じ場合は当該チーム間における

1. 直接対戦成績で勝ち星の多いチーム
2. 延長戦負けの少ないチーム
3. ペナルティーショット合戦負けが少ないチーム
4. ペナルティーショット合戦勝ちの少ないチーム
5. 60分勝ちの多いチーム
6. 総得点の上位
7. それでも同じ場合は成立全試合の総得点の上位
8. 得失点差の上位
9. ペナルティー時間の合計で少ないチームを参考として順位を確定させる。
※ただし、前後期とも各12試合ずつ以上の全体の試合消化が3／4以上を満たすことを条件とする。
10. 1チームにつき2名まで外国人枠の登録を認める。
11. 自国籍保有選手以外は外国人枠外登録とみなす。
12. 1チームの登録上限は40名までとする。
13. 追加登録締め切り2022年12月31日

## 出場チーム
以下の6チームである。
・安養ハルラはシーズン途中よりHLアニャンに改称。
| チーム                   | 本拠地         |
| ------------------------ | -------------- |
| HC栃木日光アイスバックス | 栃木県日光市   |
| ひがし北海道クレインズ   | 北海道釧路市   |
| レッドイーグルス北海道   | 北海道苫小牧市 |
| 横浜グリッツ             | 神奈川県横浜市 |
| 東北フリーブレイズ       | 青森県八戸市   |
| HLアニャン               | 京畿道安養市   |

## 順位表
（2023年4月30日時点）
| 順位 | チーム                     | GP | W  | 60W | OTW | SOW | SOL | OTL | 60L | Goals   | Avg. |
| ---- | -------------------------- | -- | -- | --- | --- | --- | --- | --- | --- | ------- | ---- |
| 1    | HLアニャン                 | 40 | 31 | 31  | 0   | 0   | 4   | 0   | 5   | 166:64  | .775 |
| 2    | レッドイーグルス北海道     | 40 | 30 | 24  | 1   | 5   | 1   | 1   | 8   | 167:84  | .750 |
| 3    | H.C.栃木日光アイスバックス | 40 | 22 | 17  | 3   | 2   | 2   | 1   | 15  | 126:114 | .550 |
| 4    | ひがし北海道クレインズ     | 40 | 16 | 12  | 2   | 2   | 2   | 1   | 21  | 116:142 | .400 |
| 5    | 横浜グリッツ               | 40 | 11 | 8   | 2   | 1   | 0   | 2   | 27  | 98:186  | .275 |
| 6    | 東北フリーブレイズ         | 40 | 10 | 8   | 2   | 0   | 1   | 5   | 14  | 92:175  | .250 |

- GP:試合数、W:勝利数、60W:60分勝利、OTW:延長戦勝利、SOW:シュートアウト勝利、SOL:シュートアウト負け、OTL:延長戦負け、60L:60分負け、Goals:総得点と総失点、Pts:勝点

## 表彰

### 最優秀選手
| 部門             | 受賞者           | 所属       |
| レギュラーリーグ | マット・ダルトン | HLアニャン |
| プレーオフ       | ガン・ユンソク   | HLアニャン |

### ベスト6
| 部門           | 受賞者           | 所属                       |
| フォワード     | 中島彰吾         | レッドイーグルス北海道     |
| フォワード     | 鈴木健斗         | H.C.栃木日光アイスバックス |
| フォワード     | キム・ギソン     | HLアニャン                 |
| ディフェンス   | イ・ドンク       | HLアニャン                 |
| ディフェンス   | 橋本僚           | 東北フリーブレイズ         |
| ゴールキーパー | マット・ダルトン | HLアニャン                 |

### 個人タイトル
| 部門             | 受賞者           | チーム                    | 成績   |
| 最多得点         | 鈴木健斗         | H.C栃木日光アイスバックス | 30     |
| 最多アシスト     | 中島彰吾         | レッドイーグルス北海道    | 53     |
| 最多ポイント     | 中島彰吾         | レッドイーグルス北海道    | 75     |
| 最優秀セーブ率GK | マット・ダルトン | HLアニャン                | 94.22% |

### その他
| 部門                         | 受賞者       | 所属                   |
| ベストレフェリー賞           | PARK Jun Soo | 韓国                   |
| ヤングガイ・オブ・ザ・イヤー | 磯谷奏太     | ひがし北海道クレインズ |
| ホッケータウン・イン・アジア | ---          |                        |